# Yalçın Kayan
Yalçın Kayan (* 30. Januar 1999 in Izmir) ist ein türkischer Fußballspieler.

## Karriere
Kayan begann mit dem Vereinsfußball in der Jugend des Traditionsvereins Altay İzmir. Anschließend spielte er auch nacheinander für die Nachwuchsabteilungen der Stadtrivalen Karşıyaka SK und Göztepe Izmir. Bei letzterem erhielt er im Sommer 2018 einen Profivertrag und wurde neben seinem Einsatz in der Reservemannschaft auch Teil des Profikaders. Sein Ligadebüt gab er am 15. September 2018 gegen Kayserispor.